# Gaskkamuš Gukčejávri
Gaskkamuš Gukčejávri, eller Keskimmäinen Kuktsejärvi, är en sjö i Finland. Den ligger i kommunen Utsjoki i landskapet Lappland, i den norra delen av landet, 1 100 km norr om huvudstaden Helsingfors. Keskimmäinen Kuktsejärvi ligger 239,3 meter över havet. Arean är 67 hektar och strandlinjen är 3,81 kilometer lång. Sjön  ingår i Tana älvs huvudavrinningsområde.   Omgivningarna runt Keskimmäinen Kuktsejärvi är i huvudsak ett öppet busklandskap.